# Wereldkampioenschappen schoonspringen 2015 – driemeterplank synchroon vrouwen
Het synchroonspringen vanaf de driemeterplank voor vrouwen tijdens de wereldkampioenschappen schoonspringen 2015 vond plaats op 25 juli 2015 in het Aquatics Palace in Kazan.

## Uitslag
Finalisten zijn de eerste 12 genoemde deelnemers, aangegeven met groen.
| Rang   | Land                | Namen                              | Voorronde | Voorronde | Finale | Finale |
| Rang   | Land                | Namen                              | Punten    | Rang      | Punten | Rang   |
| ------ | ------------------- | ---------------------------------- | --------- | --------- | ------ | ------ |
| Goud   | China               | Shi Tingmao Wu Minxia              | 312.90    | 1         | 351.30 | 1      |
| Zilver | Canada              | Jennifer Abel Pamela Ware          | 302.01    | 2         | 319.47 | 2      |
| Brons  | Australië           | Samantha Mills Esther Qin          | 291.90    | 3         | 304.20 | 3      |
| 4      | Oekraïne            | Anastasia Nedobiga Viktoriya Kesar | 281.49    | 6         | 302.85 | 4      |
| 5      | Italië              | Tania Cagnotto Francesca Dallapé   | 280.77    | 7         | 302.43 | 5      |
| 6      | Rusland             | Nadezjda Bazjina Kristina Ilinych  | 282.60    | 5         | 297.30 | 6      |
| 7      | Mexico              | Arantxa Chávez Melany Hernández    | 273.93    | 10        | 296.19 | 7      |
| 8      | Maleisië            | Ng Yan Yee Nur Dhabitah Sabri      | 274.11    | 9         | 294.66 | 8      |
| 9      | Verenigde Staten    | Abigail Johnston Laura Ryan        | 275.40    | 8         | 292.50 | 9      |
| 10     | Verenigd Koninkrijk | Alicia Blagg Rebecca Gallantree    | 287.40    | 4         | 286.86 | 10     |
| 11     | Duitsland           | Tina Punzel Nora Subschinski       | 265.50    | 12        | 278.40 | 11     |
| 12     | Nederland           | Uschi Freitag Inge Jansen          | 273.60    | 11        | 276.90 | 12     |
| 13     | Zuid-Korea          | Kim Su-ji Kim Na-mi                | 252.66    | 13        |        |        |
| 14     | Puerto Rico         | Jeniffer Fernández Luisa Jiménez   | 249.24    | 14        |        |        |
| 15     | Zuid-Afrika         | Nicole Gillis Julia Vincent        | 237.93    | 15        |        |        |
| 16     | Finland             | Taina Karvonen Iira Laatunen       | 230.88    | 16        |        |        |
| 17     | Hongarije           | Flóra Gondos Villő Kormos          | 229.92    | 17        |        |        |
| 18     | Brazilië            | Tammy Takagi Juliana Veloso        | 228.87    | 18        |        |        |
| 19     | Kroatië             | Maja Borić Marcela Marić           | 223.89    | 19        |        |        |